# Großsteingrab Angersdorf
Das Großsteingrab Angersdorf war eine vermutlich jungsteinzeitliche megalithische Grabanlage bei Angersdorf, einem Ortsteil von Teutschenthal im Saalekreis, Sachsen-Anhalt. Seine Existenz ist nur durch die Kartensignatur „Hünengrab“ auf einem 1851 erstellten Messtischblatt überliefert. Auf einer neueren Version dieses Messtischblatts von 1904 ist an der gleichen Stelle eine Tongrube eingezeichnet. Das Grab dürfte in der Zwischenzeit vollständig abgetragen worden sein. Eine wissenschaftliche Dokumentation der Anlage scheint nicht stattgefunden zu haben.

## Lage
Das Grab befand sich nordwestlich des Dorfkerns von Angersdorf auf dem Galgenberg. Dies entspricht heute einem Gebiet zwischen der Straße An der Lauchstädter Straße und der Gemeindegrenze zu Halle (Saale).

## Beschreibung
Über Form und Größe der Anlage sowie den genauen Grabtyp liegen keine Angaben vor.